# Rahilä Dawut

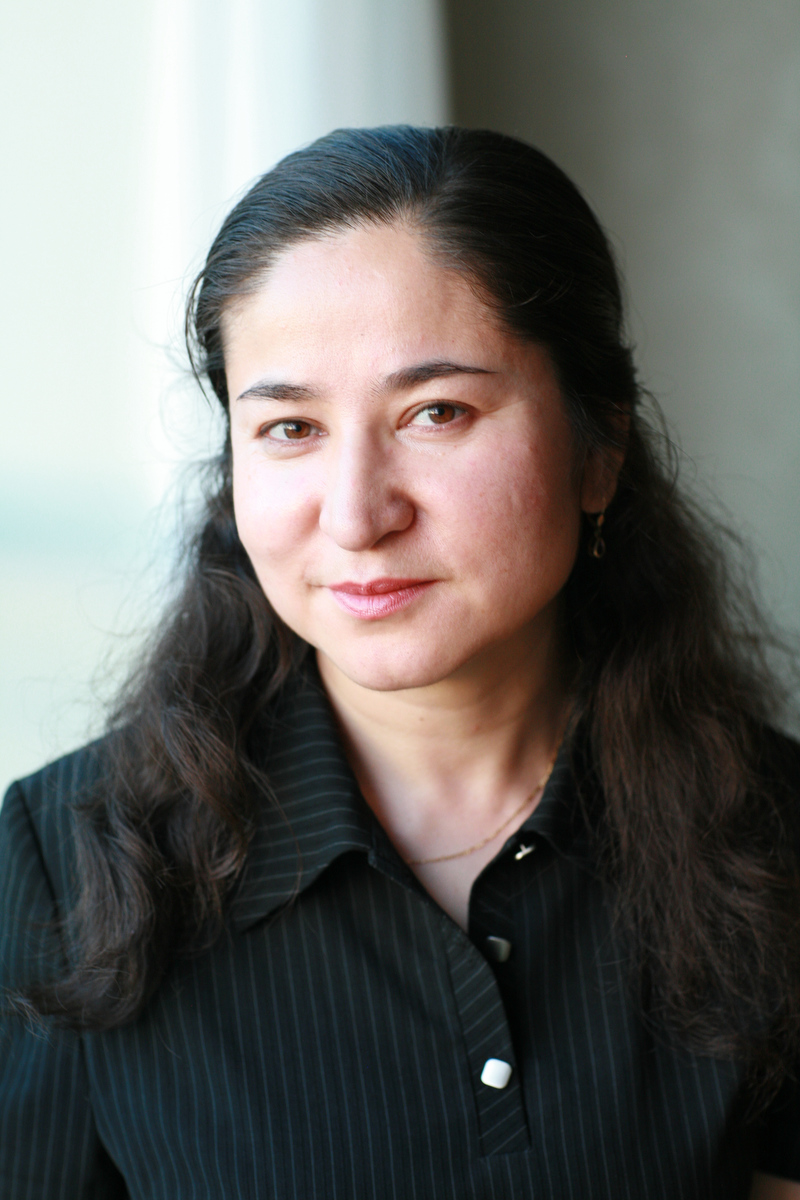
Rahile Dawut, 2006

Rahilä Dawut (auch: Rahile Dawut, Rahile Davut oder Rahilä Davut; chinesisch 热依拉•达吾提; Pinyin Rèyīlā Dáwútí; uigurisch راھىلە داۋۇت; geboren am 20. Mai 1966 in Ürümqi) ist eine chinesische Ethnologin und international anerkannte Expertin für uigurische Kultur, Folklore und Religion an der Universität Xinjiang. Sie gilt als führende Expertin für uigurische mazar-Schreine und gehört der ethnischen Minderheit der Uiguren in der Volksrepublik China an.
Ende 2017 verschwand Dawut aus der Öffentlichkeit. Ihr Schicksal blieb bis Mitte 2021 ungeklärt, als die chinesischen Behörden Dawuts Inhaftierung und Verurteilung bestätigten, seitdem jedoch keine weiteren Informationen über ihre Anklage oder die Haftdauer veröffentlichten. Dawuts Verhaftung wird mit der Masseninhaftierungswelle in Verbindung gebracht, die das verschärfte Vorgehen der chinesischen Behörden gegen die uigurische Minderheit in Xinjiang seit 2017 begleitet. Es wurde davon ausgegangen, dass sie 2017 für lange Zeit ohne Erhebung einer Anklage auf unbestimmte Zeit in dem System von Masseninternierungseinrichtungen Xinjiangs interniert wurde. Ihre Inhaftierung wurde von Human Rights Watch zwar bestätigt, doch blieben die Umstände ihrer Verurteilung und Inhaftierung jahrelang weiter ungeklärt. Erst im Herbst 2023 wurden Indizien bekannt, denen zufolge Dawut Ende 2018 offenbar wegen Gefährdung der Staatssicherheit vor Gericht gestellt und später zu lebenslanger Haftstrafe verurteilt worden war. Sie ist seit ihrem Verschwinden nicht mehr gesehen worden (Stand: 2023).
Dawut ist einer der bekanntesten uigurischen Akademiker, die im Zuge der Internierungswelle seit 2017 verschwunden sind. Sie gilt als Symbolfigur für das Schicksal der Uiguren in Xinjiang und die Zerstörung ihrer Kultur durch den chinesischen Staat.

## Leben, Karriere und Werk
Rahilä Dawut stammt aus einer Familie von Intellektuellen aus der ethnischen Minderheit der Uiguren und gehört der intellektuellen Schicht Ürümqis an. Ihr Vater war Universitätsprofessor. Nach ihrer Heirat und der Geburt ihrer Tochter trat sie ein Aufbaustudium in Peking an, während ihre Eltern die Aufsicht und Versorgung der jungen Tochter Rahilä Dawuts übernahmen.
Für das Studium zu ihrem Ph.D. in uigurischer Folklore wechselte Dawut zeitweise nach Peking über. Unter der wissenschaftlichen Anleitung von Zhong Jingwen, dessen einziger uigurischer Student sie war, führte sie Feldforschung auf chinesischen Tempelmessen (庙会, miàohuì) in Peking und anderen Orten in Zentralchina durch. Sie konzentrierte ihre Studien in der Folge auf Schreine und Pilgerstätten in Xinjiang und erhielt in diesem Rahmen 
1998 ihren Ph.D.-Titel an der Pädagogischen Universität Peking (Beijing Normal University) in Folklore (民俗学) oder an der Nationalitäten-Universität in Peking über die Kultur der uigurischen Sufi-Schreine. Sie war damit die erste uigurische Frau mit einem Ph.D.-Titel in Folklore der Beijing Normal University und eine der ersten uigurischen Frauen in China mit einem Ph.D.-Titel.
Nach Abschluss ihres Doktorats nahm Rahilä Dawut dann an der Universität Xinjiang eine Lehrtätigkeit auf. Sie wurde 1999 Associate Professor und erhielt 2004 ihre Professur. Die Lehrtätigkeit an der Universität Xinjiang übte sie zwischen ihren Feldforschungen aus. Sie war Direktorin des Center for Anthropology and Folklore und Professorin für Folklore an der School of Humanities an der Universität Xinjiang mit Forschungsschwerpunkt auf Folklore und lokale islamische Rituale der Uiguren Xinjiangs. Als Professorin an der School of Humanities bildete sie eine neue Generation von uigurischen Ethnologen und Folkoristen aus. Die von Rahilä Dawut ausgewählten, ausgebildeten und geförderten jüngeren uigurischen Wissenschaftler und ausländischen Gastforscher übernahmen zunehmend Dawuts Methoden.
Neben ihren Forschungsschwerpunkten uigurische Folklore und Geographie heiliger Stätten betätigte sich Dawut auch auf anderen Gebieten. 2007 gründete Dawut als Professorin der Universität Xinjiang (新疆大学) das Ethnic Minorities Folklore Research Center (Xinjiang Folklore Research Center, 新疆民俗文化研究中心) an der Universität Xinjiang als erstes uigurisches Folklorezentrum, das sie bis zu ihrem „Verschwinden“ im Jahr 2017 leitete. Sie verschaffte damit Nachwuchsforschern eine intellektuelle Heimstatt.
Vor ihrem Verschwinden hatte Dawut bereits seit über 20 Jahren ethnographische Feldforschung in Xinjiang betrieben. Sie ist Autorin zahlreicher Publikationen in uigurischer, chinesischer und englischer Sprache.

### Forschung und Lehre in der Ethnographie Xinjiangs
Rahilä Dawut nahm eine Pionierfunktion in der einheimischen Ethnographie in Xinjiang und darüber hinaus eine Vorbildrolle für viele junge Ethnographinnen ein. Die Oxford Research Encyclopedia of Asian History zählt Rahilä Dawut als eine der wenigen Wissenschaftler auf, die seit den 1990er Jahren bedeutende Beiträge zur Anthropologie der Uiguren beigesteuert haben, neben Namen wie Dru Gladney, Justin Rudelson, Sean Roberts, Joanne F. Smith (Joanne Smith Finley), Timothy Grose, Ildiko Bellér-Hann, William Clark, Rune Steenberg, Aysima Mirsultan, Nathan Light, Stanley Toops, Jay Dautcher, Darren Byler, Gardner Bovingdon, Arienne Dwyer, Rachel Harris, Elise Anderson und Mukaddas Mijit. Dawut erarbeitete sich mit Dokumentierung der folkloristischen Traditionen der Uiguren die Grundlage für eine prominente Karriere und erwarb sich mit ihren Pionierarbeiten einen internationalen Ruf als wissenschaftliche Expertin für uigurische Schreine, Folklore, Musik und uigurisches Handwerk. Auf ihren ausgedehnten Reisen schuf sie in wissenschaftlicher Feldarbeit zahlreiche bahnbrechende ethnografische Arbeiten mit Interviews von Einheimischen und Aufnahmen von Andachtsliedern und -ritualen. Bei diesen über Jahre hinweg regelmäßig durchgeführten Exkursionen in abgelegene Dörfer studierte sie die mazar (manchmal an Moscheen angeschlossene Schreine und Gräber, wo nach den religiösen Vorstellungen der Gläubigen Heilige begraben wurden und Wunder erwirkt werden können) sowie Traditionen der Bauern und Handwerker und zeichnete die jahrhundertealten mündlichen Überlieferungen (unter anderem Poesie, Musik, Sitten) der lokalen Führer auf, die lokale Führer den Pilgern an diesen Wallfahrtsstätten anboten. Vor diesem Wirken Dawuts in der Feldforschung hatten die wenigen, mündliche Überlieferungen der Uiguren enthaltenden Lehrbücher kaum Angaben zu deren Herkunft und Sammlungsmethodik gegeben. Neben den muslimischen zeichnete Dawut auch vorislamische Traditionen des Buddhismus und Schamanismus der Region Xinjiang nach und konnte gemeinsame Liedzeilen und Rituale der Bevölkerung Xinjiangs mit ihren Vorfahren in Zentralasien nachweisen, die als Verbindung der Uiguren zum zentralasiatischen Erbe angesichts des modernen Wandels und der in der VR China propagierten kulturellen Homogenisierung unwiderruflich verloren zu gehen drohten.
Auf dem Forschungsgebiet zu uigurischen mazar-Schreinen gilt Dawut als weltweit führende Wissenschaftlerin. Im Jahr 2002 veröffentlichte Dawut eine monumentale Studie über die religiöse Geographie der Uiguren, in der sie hunderte von mazar-Schreinen kartographierte. Sie untersuchte dabei neben diesem Netzwerk der Pilgerstätten auch die Überzeugungen der Menschen über die Geschichte jedes Schreins sowie die Rituale, die sie in den Schreinen vollzogen. Ihr Buch war unter uigurischen Bauern der Region sehr gefragt, bestärkte uigurische Gläubige darin, die Wege ihrer Vorfahren zu verfolgen und diente ihnen als eine Art Touristenführer für die Pilgerfahrt. Sowohl die Bereitschaft von Uiguren, an dieser Schreintradition weiter teilzunehmen, als auch das Interesse an Dawuts Werk belegen nach wissenschaftlicher Einschätzung die hohe Bedeutung der Schreine für Uiguren. Laut dem Historiker Rian Thum zeigte Dawuts Werk auf, dass Schreine „eher ein allgegenwärtiges als ein außergewöhnliches Merkmal der uigurischen Landschaft sind“. Seit dem Jahr 2016 soll jedoch die Verfügbarkeit ihres Buches zurückgegangen sein. In ihrer jahrzehntelangen ethnographischen Forschung gelangen Rahilä Dawut Dokumentationen uigurischer Bräuche, wie sie vor Beginn der ab 2016 verschärften Umerziehungskampagne der uigurischen Gesellschaft durch die chinesische Regierung beispielsweise auch in Zusammenhang mit animistischen Traditionen bei Heilungszeremonien durch uigurische Heiler noch existiert hatten. Es gelang ihr vor ihrem „Verschwinden“ im Jahr 2017 nachzuweisen, dass sakrale Musik im Kontext von mazar-Schreinen, Pilgerfahrten und Heiligenverehrung sowohl im Islam als auch im zentralasiatisch beheimateten Schamanismus tief verwurzelt ist. In Zusammenarbeit mit der Musikethnologin Rachel Harris zeigte sie zudem auf, wie Musik als Begleitung von mündlichen Dichtern und Geschichtenerzählern oder von mäšräp singenden ashiq ein wichtiger Bestandteil der mazar-Festivals war. Während der chinesische Staat die uigurische Gemeindeversammlungstradition des mäšräp als eine wichtige Form des immateriellen UNESCO-Kulturerbes zu „rektifizieren“ (jiuzheng 糾正) und zu kontrollieren versuchte, typisierte Rahilä Dawut zusammen mit Halimigul Abliz (2015) rund 50 verschiedene Arten von mäšräp-Gruppen in der uigurischen Gemeinschaft. Dawut verhalf vielen Performern uigurischer mündlicher Epen (dastan), den offiziellen Status als „Erben des immateriellen Kulturerbes“ (非物质文化遗产传承人) sowohl auf Provinz- als auch auf nationaler Ebene zu erlangen, wodurch ihnen vielen Menschen im ländlichen Xinjiang ein stabiles Einkommen durch den Staat ermöglicht wurde und sie eine offizielle Erlaubnis erhielten, im gesamten Nordwesten Chinas aufzutreten. Dawut wirkte somit als Vermittlerin zwischen den Einheimischen Xinjiangs und dem chinesischen Staat.

### Prominenz, internationale Forschungskooperationen und Auszeichnungen
Laut dem Historiker Eric Schlüssel genoss Dawut bereits zum Zeitpunkt seiner ersten Begegnung mit ihr im Jahr 2008 eine Art „Superstar“-Charakter unter Uiguren, resultierend sowohl aus ihrer bahnbrechenden Rolle als eine der ersten, in der chinesischen Wissenschaft aufgestiegenen, weiblichen uigurischen Akademikerinnen, als auch aus ihrem die Studenten in den Mittelpunkt von Lehre und Forschung rückenden Arbeitsansatz.
Auch in der kleinen Gemeinschaft auf Xinjiang spezialisierter Gelehrter hatte Dawut eine solche „Superstar“-Stellung inne. Sie sprach fließend Englisch und war eine der wenigen uigurischen Forscher, denen die chinesische Regierung eine Karriere im Ausland gestattet hatte. Dawut arbeitete mit westlichen Wissenschaftlern aus Europa und den USA zusammen und wurde Kontaktperson für viele ausländische Gelehrte. Sie war als Stipendiatin an der University of Washington, an der University of Pennsylvania (2003), an der Indiana University (2004), an der University of California, Berkeley (2007) und an der University of Kent, Canterbury (2009) tätig. Zudem war sie eine prominente Forschungspartnerin der SOAS University of London. Zu den vielen prominenten westlichen Institutionen, mit denen Dawut zusammenarbeitete, gehörten auch die Harvard University und die University of Cambridge, die nach ihrem Verschwinden ihre Freilassung fordern sollten. Den meisten Spezialisten für uigurische Kultur außerhalb Chinas war sie persönlich bekannt.
Als Direktorin des Folklore Research Center der Universität Xinjiang erhielt sie zahlreiche Stipendien und Auszeichnungen von chinesischen und internationalen Fördereinrichtungen und gewann internationale Kooperationen. Sie erhielt die Annemarie Schimmel Scholarship des Institute of Ismaili Studies (2007), sowie Stipendien der Firebird Foundation for Anthropological Research (2008) und des Royal Anthropological Institute of Great Britain and Ireland (2008).

### Staatliche Einbindung, Förderung und Auszeichnung bis zum Verschwinden
Neben der Anerkennung durch den Superstar-Status als einheimische Wissenschaftlerin genoss Rahilä Dawut auch staatliche Stipendien in Höhe von Millionen von Yuan. Die chinesische Regierung würdigte ihr Wirken neben Forschungsstipendien auch mit Auszeichnungen. Dawut war Leiterin mehrerer großer Kulturerbeprojekte in China und wurde auch von der Chinese Social Sciences Foundation gefördert. Sie gehörte bis zu ihrem Verschwinden im Jahr 2017 zu den am meisten verehrten Akademikern der ethnischen Minderheit der Uiguren, war eine im In- und Ausland umjubelte Ethnographin an der Universität Xinjiang in Ürümqi und wurde als Schülerin des hoch in Ehren gehaltenen chinesischen Folkloristen Zhong Jingwen über lange Zeit auch innerhalb des akademischen und politischen Systems gefeiert. Ihre Forschung war von chinesischen Ministerien finanziert und von anderen Wissenschaftlern hoch geschätzt worden.
So wurde ihr im Dezember 2008 als damalige Professorin an der Universität Xinjiang für ihre Forschungsarbeit der prestigeträchtige Zhong-Jingwen-Preis (第七届钟敬文民俗学奖) für das Jahr 2008 vom Institute of Ethnic Literature der Chinesischen Akademie der Sozialwissenschaften (CASS) verliehen, der höchste chinesische Preis in der Ethnologie. 2013 erhielt Dawut Fördermittel von der National Social Science Foundation of China, um Forschungen zum lokalen Wissen in Xinjiang durchzuführen, einschließlich der landwirtschaftlichen Anbaumethoden und Handwerkskunst der Einheimischen sowie ihres Wissens über die Umwelt und die örtlichen Pflanzen. 2016 erhielt sie vom Kulturministerium das dahin größte Stipendium für ein uigurisches Forschungsprojekt und noch im Jahr 2017 war die Arbeit von Rahilä Dawut an der Universität Xinjiang (im Rahmen der 中国史诗百部工程) vom chinesischen Kultusministerium gefördert worden. Im Januar 2017 hatte das Magazin Xinjiang Women Rahilä Dawut auf seiner Titelseite vorgestellt und ihre 20-jährige Forschung und zahlreichen Publikationen gewürdigt. Bis zu ihrem Verschwinden publizierte sie zwei oder vier Bücher und über 30, in uigurischer, chinesischer und englischer Sprache erschienene wissenschaftliche Artikel. Zum Zeitpunkt ihres Verschwindens war sie bereits seit rund 30 Jahren Mitglied der Kommunistischen Partei Chinas (KPCh). Ihre Verhaftung erfolgte auf dem Höhepunkt ihrer Karriere als wegweisende Professorin und Ethnographin der Uiguren.

## Verschwinden, lange ungeklärter Verbleib, lebenslange Haftstrafe

### Verfolgung und Umerziehung der Uiguren als mutmaßlicher Hintergrund
Laut Human Rights Watch wurde Rahilä Dawut im Zuge chinesischer „Säuberungsaktionen“ gegen uigurische Dichter, Akademiker und Journalisten verhaftet. 2017 verschwand sie wie Hunderte andere uigurische Intellektuelle spurlos aus der Öffentlichkeit, auf dem Höhepunkt der „Anti-Terror-Kampagne“ der chinesischen Regierung in Xinjiang. Einzelheiten zu ihrem Fall wurden jahrelang von der chinesischen Regierung geheim gehalten, sodass ihre Familie und Freunde im Ungewissen über ihr Schicksal verblieben.
Neben Rahilä Dawut sollen nach Angaben von Exilaktivisten mindestens 300 weitere uigurischen Intellektuelle seit 2017 in Xinjiang inhaftiert worden sein. Laut der Dui Hua Foundation, einer in San Francisco ansässigen Menschenrechtsgruppe, die sich für in China inhaftierte politische Gefangene einsetzt und bereits über Jahre hinweg das Schicksal prominenter uigurischer Intellektueller hinterfragte und diese ausfindig zu machen versuchte, wurden seit 2016 neben Dawut über 300 weitere uigurische Intellektuelle von chinesischen Behörden festgenommen, verhaftet oder inhaftiert. Ein im Oktober 2020 veröffentlichter Report des The Uyghur Human Rights Project (UHRP), das von der exiluigurischen Organisationen Uyghur American Association (UAA) in den USA betrieben wird, führt Rahilä Dawut mit ihrem Kurzprofil als vorderstes von 14 Beispielen für die 231 uigurischen Intellektuellen an, die laut dem Bericht von UHRP als uigurische Intellektuelle identifiziert werden konnten, von denen bekannt sei, dass sie von April 2017 bis September 2018 in China verschwunden, in Internierungslager verbracht oder in Gewahrsam gestorben seien. Im Dezember 2021 veröffentlichte UHRP einen Bericht, der dokumentierte, dass chinesische Behörden bis zu diesem Zeitpunkt über 500 uigurische Intellektuelle gewaltsam hatten verschwinden lassen. Die Financial Times gab 2024 an, nach Ansicht von Aktionsgruppen seien zusammen mit Rahilä Dawut rund 450 weitere Akademiker, Intellektuelle, Schriftstellern und Musiker etwa zur gleichen Zeit verschwunden und blieben in den meisten Fällen auch weiterhin interniert.
Seit 2017 führten die chinesischen Behörden in Xinjiang eine umfassende Kampagne der ethnischen Unterdrückung und kulturellen Assimilation gegen Uiguren, Kasachen, Kirgisen, Hui-Chinesen und andere turkstämmigen und muslimischen Bevölkerungsgruppen durch. Diese repressive Politik schloss verschiedene Formen der außergerichtlichen und außergesetzlichen Verhaftung, Internierung und Inhaftierung ebenso ein wie unter anderem Familientrennung, Zwangsarbeit, religiöse Unterdrückung und politische Indoktrination. Mitglieder der intellektuellen Elite der Uiguren wurden ebenso verhaftet wie Mitglieder ihrer kulturellen Elite. Das außergerichtliche „Verschwinden“ zahlreicher uigurischer Persönlichkeiten in den Internierungseinrichtungen im Zuge der Verschärfung dieser „De-Extremifizierungs“-Politik, die mit einer zunehmend chauvinistisch ausgeprägten nationalen Lesart des Zhonghua minzu-Nationalismus einherging, erfolgte, ohne dass darüber klare Erklärungen abgegeben wurden. Viele der im Zuge der Internierungswelle seit 2017 angegriffenen uigurischen Persönlichkeiten hatten an der Bewahrung der uigurischen Kultur gearbeitet. Laut Rian Thum waren von den verschwundenen intellektuellen und kulturellen Persönlichkeiten, zu denen auch Komiker, Volksmusiker und Popmusiker gehörten, nicht Menschen betroffen, die für kulturellen Dissens standen, sondern alle, die eine prominente Stellung innerhalb uigurischer Kultur einnahmen.
Auch Rahilä Dawut hatte sich neben ihrer Erforschung von islamischen Schreinen, traditionellen Gesängen und Folklore aktiv für die Bewahrung der uigurischen Kultur eingesetzt und zählt zu den prominentesten uigurischen Akademikern, die im Zuge der Internierungswelle seit 2017 verschwunden sind. Es wurde als wahrscheinlich bezeichnet, dass ihr Verschwinden aufgrund ihrer Forschungsarbeit zur Erhaltung einheimischer uigurischer Bräuche erfolgte. Neben Dawut wurden seit Ende 2017 auch viele andere Professoren der Universität Xinjiang verhaftet.
Die aktivistische Xinjiang Victims Database, die nahezu alle bekannten uigurischen Intellektuellen und Künstler auflistet, die von dem chinesischen Vorgehen betroffen waren, führt Rahilä Dawut als ersten von rund 42.000 Einträgen (Stand: September 2022) auf, als Opfer des chinesischen Vorgehens für ihre bekannte wissenschaftliche Arbeit über vorislamische Schreine. Allein innerhalb eines Jahres wuchs die Datenbank um über 10.000 weitere Einträge an (Stand: April 2022). Da jedoch Dawuts Fall mehr Aufmerksamkeit erhielt als die Fälle der meisten anderen Uiguren, wurde sie als Opfer mit der Nummerierung eins ausgewählt und war 2018 als erster Eintrag in die Datenbank eingetragen worden.
Zu den seit 2017 offenbar in Hafteinrichtungen verschwundenen prominenten Uiguren gehörten neben Rahile Dawut nach Angaben von Radio Free Asia und von diasporischen Uigurengruppen, die über enge Kontakte nach Xinjiang verfügen, beispielsweise auch Schriftsteller und Internetseitenbetreiber oder Künstler wie der beliebte Musiker Abdurehim Heyit. Rahilä Dawut selbst hatte noch im November 2019 an der Universität Peking einen Vortrag über uigurische Frauen gehalten und vor einem Forum von Wissenschaftlern, die die assimilationistische Ethnien-Politik in Xinjiang unter Xi Jinping unterstützten, gesprochen.

### Verschwinden und lange ungeklärter Verbleib von Rahilä Dawut
Dawut verschwand im Dezember 2017, nachdem sie mutmaßlich von staatlichen Behörden (laut Rune Steenberg von der öffentlichen Sicherheitspolizei) verhaftet worden war, als sie sich auf einer Dienstreise zu einer Konferenz nach Peking befand. Nachdem Dawut im Dezember 2017 einer Verwandten von ihrer geplanten Reise von Ürümqi nach Peking berichtet hatte, verloren ihre Familie und Freunde offenbar den Kontakt zu ihr. Ob sie in Peking angekommen ist oder etwa bereits in Ürümqi von Sicherheitskräften abgefangen wurde, gilt als nicht bekannt.
In der ersten Dezemberhälfte 2017 begann die Meldung von Rahilä Dawuts Verschwinden sich weltweit auszubreiten. Ihr Verschwinden löste weltweit unter Studenten und Fachkollegen entsetzte Reaktionen aus. Im August 2018, acht Monate nach ihrem Verschwinden, gingen Familienangehörige und Freunde von Rahilä Dawut mit ihrer Überzeugung an die Öffentlichkeit, dass Rahilä Dawut im Zuge des verschärften Vorgehens gegen Uiguren gewaltsam fortgeschafft und willkürlich in dem umfangreichen Netzwerk von über 370 mutmaßlichen „Umerziehungszentren“, Internierungslagern und neu ausgebauten Gefängnissen Xinjiangs festgesetzt wurde.
Seit ihrem Verschwinden im Dezember 2017 wurde Rahilä Dawut nicht mehr in der Öffentlichkeit gesehen und blieb in der Weltöffentlichkeit jahrelang vermisst. Ihr Verbleib blieb für Wissenschaft und westliche Medien unbekannt und wurde mit der Inhaftierungswelle in China in Verbindung gebracht. Auch ihre Familie erhielt Medienangaben zufolge seit ihrem Verschwinden im Jahr 2017 keine Nachrichten von ihr. Laut Scholars at Risk (SAR) wurde vermutet, dass Rahilä Dawut von staatlichen Behörden an einem unbekannten Ort festgehalten wurde. Die Menschenrechtsorganisation Amnesty International gab sowohl als offiziellen als auch als vermuteten Verhaftungsgrund „unbekannt“ an und führte als vermuteten Verwahrungsort „Internierungslager oder im Gefängnis“ auf (Stand: 2021).
Die chinesische Regierung hat weder Informationen zum Verbleib von Rahilä Dawut veröffentlicht noch ihre Festnahme mitgeteilt. Auch mehrere Jahre nach ihrer mutmaßlichen Inhaftierung wurde Dawut öffentlich keines Vergehens beschuldigt und keines Verbrechens angeklagt. Auch wurde ihr offenbar nicht gestattet, mit ihrer Familie zu kommunizieren. In der Einleitung zu einem 2021 publizierten ethnographischen Sammelwerk erklärten die Herausgeber Rachel Harris, Guangtian Ha und Maria Jaschok, dass Rahilä Dawut zum Zeitpunkt, als das Buch in Druck ging, noch immer ohne Anklage in einem „Umerziehungslager in Xinjiang“ festgehalten wurde und forderten ihre Freilassung. Auch vor dem „Uyghur Tribunal“ wurde Rahilä Dawut im Juni 2021 von Rachel Harris weiterhin als ohne Anklage inhaftiert bezeichnet.

### Hinweise auf ihre Verurteilung und Haftstrafe
Erst im Juli 2021 bestätigten ehemalige Kollegen von Dawut deren Inhaftierung und ein gegen sie geführtes Gerichtsverfahren. Am 6. Juli 2021 schrieb der Xinjiang-Historiker Rian Thum auf Twitter, es seien über drei Jahre nach dem Verschwinden von Rahile Dawut Neuigkeiten zu den offiziellen Gründen ihrer Inhaftierung aufgetaucht. Er verwies auf eine über Radio Free Asia (RFA) verfügbare Telefonaufzeichnung, nach der die Polizeiwache der Universität Xinjiang mitgeteilt habe, dass Dawut Bauern gegen die Regierung „provoziert“ habe. Wenige Tage später, Mitte Juli 2021, erschien ein RFA-Artikel, laut dem ehemalige Mitarbeiter Dawuts an der Universität Xinjiang gegenüber RFA bestätigt hatten, dass diese tatsächlich durch chinesische Behörden verurteilt und inhaftiert worden war. Laut RFA soll es dem uigurischen Dienst von RFA Anfang Juli 2021 in einer Reihe von Gesprächen mit Beschäftigten der Universität Xinjiang gelungen sein aufzudecken, dass Rahilä Dawut tatsächlich zusammen mit anderen Mitgliedern der intellektuellen und kulturellen Elite der Uiguren verhaftet und verurteilt worden war und sich noch weiterhin im Gefängnis befinde. Es blieb auch nach dem RFA-Bericht unbekannt, auf welche Haftdauer sich die Verurteilung Dawuts belief. Ihre Familie und ihre Unterstützer, darunter auch die US-amerikanischen Universitäten, an denen sie Gastwissenschaftlerin gearbeitet hatte, verblieben über den Ausgang ihres Prozesses und über ihr Wohlergehen noch jahrelang im Ungewissen.
Das PEN-Zentrum Deutschland und die übrigen PEN-Zentren weltweit rückten zum 15. November 2021 (dem von PEN „Tag des inhaftierten Schriftstellers“ genannten Gedenk- und Aktionstag) den Fall der mutmaßlichen Inhaftierung Rahilä Dawuts als erstes von vier stellvertretenden Einzelschicksalen in den öffentlichen Fokus, um auf die „in Teilen der Welt dramatische Lage der Meinungsfreiheit“ aufmerksam zu machen. PEN zufolge verweigerte die chinesische Regierung auch zu diesem Zeitpunkt, also nachdem im Juli 2021 ehemalige Mitarbeiter Dawuts von deren Verurteilung berichtet hatten, weiterhin „sowohl gegenüber Dawuts Familienangehörigen wie auch der Öffentlichkeit Informationen zu Haftumständen und Anklagepunkten“.
Die Menschenrechtsorganisation Human Rights Watch schrieb in ihrem Weltjahresbericht World Report 2022, Railä Dawut gehöre zwar zu den wenigen Fällen unter den im Zuge der missbräuchlichen „Kampagne des harten Schlages gegen den gewalttätigen Terrorismus“ verschwundenen Uiguren, deren Inhaftierung bestätigt worden sei, doch seien das ihr zur Last gelegte mutmaßliche Verbrechen, die Dauer ihrer Haftstrafe sowie der Ort ihrer Inhaftierung weiterhin ungeklärt geblieben. Es gab auch 2022 weiterhin keine Nachrichten vom Schicksal Rahilä Dawuts.
Am 21. September 2023 berichtete die Menschenrechtsgruppe Dui Hua Foundation unter Berufung auf die Einsicht in ein von einem hochrangigen chinesischen Beamten verfasstes Dokument, Rahile Dawut verbüße eine lebenslange Haftstrafe wegen „Gefährdung der Staatssicherheit“. Dawut sei demzufolge im Dezember 2018 vor dem Mittleren Volksgericht in Xinjiang angeklagt worden, „Spaltung“ (im Sinne von politischem Separatismus, also von einem gezielten Versuch, die chinesische Nation zu spalten) betrieben, ein Verbrechen, das unter „Gefährdung der Staatssicherheit“ fällt. Sie sei in dem geheimen Prozess noch 2018 schuldig gesprochen und zu lebenslanger Strafe verurteilt worden und habe gegen dieses Urteil Berufung eingelegt, die jedoch im September 2023 vom Obersten Volksgericht in Xinjiang abgelehnt worden sei. Dui Hua zufolge war die lebenslange Haftstrafe damit mutmaßlich erstmals durch eine zuverlässige Quelle der chinesischen Regierung bestätigt worden. Dem geschäftsführenden Direktor der Dui Hua Foundation, John Kamm, soll nach eigenen Angaben von September 2023 ein offizielles, von einem hochrangigen chinesischen Beamten signiertes Dokument auf chinesischem Regierungsbriefpapier vorgelegt worden sein mit der Erklärung, dass Rahilä Dawut zu lebenslanger Haft verurteilt wurde. Kamm, der sich öffentlich bei der chinesischen Regierung und auf privatem Weg bei chinesischen Beamten um Informationen zum Schicksal Dawuts bemüht hatte, erhielt von einer Kontaktperson in Peking die Mitteilung, der Fall Dawut sei als sehr ernst und politisch einzustufen.

## Bewertungen ihres Verschwindens
Der Fall von Rahilä Dawut steht nach Ansicht von Experten sinnbildlich für das rigorose Vorgehen der chinesischen Regierung gegen Uiguren, das von einer Umerziehungsphase in eine langjährige Inhaftierungsphase übergeht.
Der internationale Autorenverband PEN International stellt das spurlose Verschwinden Railä Dawuts im Jahr 2017 und ihre mutmaßliche Internierung im Januar 2018 in den Kontext eines „kulturellen Genozids in Xinjiang“. Der Journalist und Präsident des PEN-Zentrums Deutschland, Deniz Yücel, führte im November 2021 die „ohne Kontakt zu Angehörigen und ohne rechtsstaatliches Verfahren“ vorgenommene, vierjährige Festsetzung Rahilä Dawuts als Beispiel dafür an, dass die chinesische Führung seiner Ansicht nach Bürgerrechte ungesühnt verletzen könne, ohne dass „der Westen“ inklusive Deutschland seine Möglichkeiten ausschöpfe, dagegen vorzugehen. Das PEN-Zentrum Deutschland kritisierte im November 2021 zudem das Internationale Olympische Komitee (IOC) und den IOC-Präsidenten Thomas Bach für ihre – „kritiklose Haltung gegenüber der chinesischen Regierung“ und warf Bach vor, sein „duldsames bis affirmatives Schweigen“ zu Vorfällen in der VR China als Austragungsort der Olympischen Winterspiele 2022 wie die Vollstreckung „zahlloser“ Todesurteile, das Zutodekommen von Autorinnen und Bloggern im Gefängnis und die „brutale“ Unterdrückung ethnischer Minderheiten wie die Uiguren oder Tibetaner „verhöhne“ auch „alle Opfer der staatlichen Repressionspolitik wie die inhaftierte Anthropologin Rahile Dawut oder die vom Tod bedrohte Bloggerin Zhang Zhan“. Zu diesem Zeitpunkt war auch die weltweit bekannte Tennisspielerin Peng Shuai als scheinbar unpolitische Prominente zunächst aus der Öffentlichkeit wochenlang „verschwunden“ und dann unter ungeklärten Umständen wieder in Erscheinung getreten, nachdem sie im November 2021 Vorwürfe der sexuellen Nötigung gegen den ehemaligen Parteifunktionär Zhang Gaoli erhoben hatte.
Nach Analyse der von der uigurischen Diaspora gesammelten Daten hat das UHRP mindestens 312, zumeist uigurische und in einigen Fällen kasachische und kirgisische Vertreter der intellektuellen und kulturellen Eliten Ostturkestans dokumentiert, die Ende 2021 als im Zuge des chinesischen Vorgehens festgenommen oder inhaftiert angenommen wurden. Mehrere Fälle dieser von China verfolgten uigurischen intellektuellen und kulturellen Eliten betreffen weltweit anerkannte Gelehrte und Künstler, von denen einige in der jüngeren Vergangenheit vom chinesischen Parteistaat gelobt wurden und für deren Fälle eine breite Berichterstattung in der internationalen Presse stattfand, wobei an erster Stelle Rahile Dawut erwähnt wird, neben weiteren wie dem Präsidenten der Universität Xinjiang, Tashpolat Tiyip, dem Gelehrten und Dichter Abduqadir Jalaleddin, dem ehemaligen Präsidenten und Mediziner der Xinjiang Medical University (XMU), Halmurat Ghopur, und dem Sänger Ablajan Awut Ayup. Die in Taiwan herausgegebene United Daily News bewertete das seit 2017 begonnene Verschwinden von Rahile Dawut und hunderten anderen hochqualifizierten, im Erwerbsleben gefestigt situierten und die chinesische Sprache beherrschenden Intellektuellen wie Universitätsprofessoren, Schriftstellern, Lehrern, Ingenieuren, Wissenschaftlern als Widerspruch zum chinesischen Narrativ, nach dem es sich bei den Umerziehungseinrichtungen lediglich um Bildungsstätten handeln würde, in denen die Landessprache erlernt und berufliche Fähigkeiten vermittelt würden.
Laut der auf uigurische Musik spezialisierten Musikethnologin Rachel Harris, die mit Rahilä Dawut wissenschaftlich langjährig zusammengearbeitet hatte und freundschaftlich verbunden war, werden alle uigurischen Akademiker mit Beziehungen ins Ausland von chinesischer Seite als „Intellektuelle mit zwei Gesichtern“ und somit als dem Staat gegenüber nicht loyal gegenüberstehende und daher Umerziehung benötigende Personen stigmatisiert. Laut Harris war Rahilä Dawut kurz vor der Abriss- und Umbauwelle von über 100 uigurischen Moscheen und mehreren Schreinen im November 2017 als eine von hunderten verschwundenen Intellektuellen und kulturellen Führungspersönlichkeiten inhaftiert worden und weiterhin (Stand: 2021) im Internierungslager verblieben. Die Kampagne des chinesischen Staates gegen die uigurische Kultur habe somit nicht nur auf deren physische Infrastruktur, sondern auch auf die führenden menschlichen Vertreter dieser Kultur abgezielt. Harris zufolge existierte ein „sehr klares Muster“, nach dem solche uigurischen Akademiker zum Ziel des Vorgehen des chinesischen Staates wurden, die sich mit uigurischer Kultur beschäftigten oder über internationale Kontakte verfügten. Der Umstand, dass Dawut über „ein sehr starkes Netzwerk“ von Kollegen im Ausland verfügt hatte, von „Universitäten in Amerika“ als Gastwissenschaftlerin eingeladen wurde und dass sie international publizierte, habe Dawut für den chinesischen Staat als „Bedrohung“ erscheinen lassen. Harris betonte, dass Dawut ihr persönliches Profil nur deswegen vom Staat negativ ausgelegt worden sei, weil sie zur Ethnie der Uiguren zählte, während dasselbe Profil für eine Wissenschaftlerin han-chinesischer Ethnie vom chinesischen Staat als „äußerst positiv“ ausgelobt worden wäre. In einem 2020 publizierten und von ihr Rahilä Dawut gewidmetem wissenschaftlichen Werk wertete Harris die anhaltende Inhaftierung Dawuts als „Unrecht“ und beklagte die „Zerstörung einer Kultur“ und die „grausame und entmenschlichende Behandlung der Menschen“. Laut Harris befanden sich unter den im Zuge der Verhaftungswelle Internierten neben Rahilä Dawut noch weitere Kollegen, langjährige Mitarbeiter und Freunde wie die berühmten und beliebten Musiker Sanubar Tursun und Abdurehim Heyit, sowie der populäre Autor und Tschagatai-Dichtung-Experte Abduqadir Jaladin. Nachdem Hinweise dafür bekannt wurden, dass Dawut eine lebenslange Haftstrafe verbüßt, schrieb Harris, Dawut sei ein starkes Symbol für die Zerstörung der uigurischen Kultur geworden. Dawuts Forschungen hätten der ausdrücklichen Forderung des chinesischen Präsident Xi Jinping nach einem „korrekten Erkennen“ der Geschichte Xinjiangs widersprochen, womit Xi gemeint habe, dass die Geschichte Xinjiangs umfassend so umzuschreiben sei, dass die Uigurenregion und ihre Bevölkerung als ein seit der Antike integraler Bestandteil der chinesischen Nation dargestellt wird.
Der Journalist und Schriftsteller Nick Holdstock, der ein Jahr in Xinjiang gelebt hat, über Xinjiang in der London Review of Books geschrieben hat und Autor des Buches „China’s Forgotten People“ ist, wertete das Verschwinden von Rahilä Dawut als Teil einer Strategie des chinesischen Staates mit dem Ziel, „alle Formen des Dissens in Xinjiang entweder durch Gehirnwäsche oder durch Einschüchterung auszumerzen“. Holdstocks Ansicht nach war die zuvor offiziell von chinesischer Seite gewürdigte Arbeit Dawuts rur uigurischen Kultur für den chinesischen Staat vor dem Hintergrund in Ungnade gefallen, dass chinesische Behörden neben der Ausweitung der fortschrittlichen Überwachungsmaßnahmen und der seit 2017 vervielfachten Festnahmen nach anderen Wegen zur Erlangung von „Stabilität“ in Xinjiang suchten und nach Ansicht einiger Parteitheoretiker die Identität der ethnischen Minderheiten selbst als Problem betrachtet wurde, so dass auch Dawuts wissenschaftliche Arbeit zur uigurischen Kultur „suspekt“ geworden sei.
Yi Xiaocuo, eine unter diesem Schriftsteller-Pseudonym politisch schreibende, in Xinjiang aufgewachsene und in Nordamerika lebende Postdoktorandin, betonte, dass Rahilä Dawut viele Studenten dazu inspiriert habe, ihr in der Dokumentierung der einheimischen uigurischen Traditionen nachzueifern um diese schließlich in der uigurischen Bevölkerung neu zu beleben. Mit ihrer Verhaftung und anhaltenden Internierung sei Dawut dafür „bestraft“ worden, dass sie ein „weibliches Vorbild in der uigurischen Gesellschaft ist“. Über Rahilä Dawut hinaus sei eine lange Liste von intellektuellen und prominenten Uigurinnen inhaftiert worden, wie etwa die einen Kultstatus einnehmende Künstlerin Sanubar Tursun, die Dichterin Chimengul Awut, die Schriftstellerin und Zeitungsredakteurin Halide Israyil, die Rechtsprofessorin Gulazat Tursun, die Doktorandin Gulgine Taschmamat und eine hohe Anzahl schon seit den 1990er Jahren in der Marktwirtschaft tätigen Geschäftsfrauen. Yi Xiaocuo sprach in diesem Zusammenhang von einem „Staatsterror gegen Frauen“, der offenlege, dass die KPCh einen Legitimitätsverlust befürchte für den Fall, dass die Bevölkerung erkenne, dass die seit Jahrzehnten von der Partei garantierte Gleichberechtigung und Autonomie nicht umgesetzt worden ist.
Der Historiker und Xinjiang-Experte James A. Millward (Georgetown University) stellte das Verschwinden von Rahilä Dawut in den Kontext des breit angelegten und drakonischen Angriffs auf islamische „Nicht-Han-Kultur“ in Xinjiang, den der chinesische Staat nach einem 2014 unter Xi Jinping eingeschlagenen politischen Strategiewechsel insbesondere seit der Ernennung von Chen Quanguo zum Parteisekretär Xinjiangs im August 2016 zur Niederschlagung von ethnischem Dissens und zur Verschlimmerung der Lage von turksprachigen Muslimen in Xinjiang führte. Dieser breite Angriff auf die „Symbole und zentralen Aspekte der uigurischen Kultur“ beinhalte neben Kriminalisierung jeglicher islamischer Symbole und islamischer Praktiken oder der Entfernung uigurischer Schrift aus dem öffentlichen Raum auch das Verschwinden uigurischer Intellektueller und kultureller Führer wie Rahilä Dawut oder Tashpolat Tiyip, einem international anerkannten Geographen und früheren Präsidenten der Universität Xinjiang.
Magnus Fiskesjö sah 2021 das gewaltsamen Verschwindenlassen von Musikern und Künstlern, Schriftstellern, Gelehrten, religiösen Führern und anderen Intellektuellen wie seiner anthropologischen Kollegin Rahilä Dawut als Begleiterscheinung einer systematischen physischen Auslöschung der uigurischen Kultur an. Das Verschwindenlassen dieser intellektuellen Persönlichkeiten verfolgte dabei seiner Ansicht nach das Ziel, die gesamte uigurische Bevölkerung in einen Angstzustand zu versetzen. Er vermutete, dass sowohl diese Intellektuellen, als auch die große Anzahl „gewöhnlicher“ Opfer „im neuen Gulag“ inhaftiert worden sei.
Frühere Kollegen und Verwandte von Rahilä Dawut sahen als Grund für die Verhaftung Rahilä Dawuts ihre Arbeit zur Bewahrung uigurischer Traditionen an. Nachdem Dawut auch nach Monaten nicht wieder in Erscheinung trat, wertete der Xinjiang-Historiker Rian Thum, dessen Studien zu uigurischen Pilgerreisen und Manuskripten auf die Pionierforschung von Rahilä Dawut aufbauten, ihr Verschwinden als „besten Beweis“ dafür, dass „praktisch alle Ausdrucksformen der einzigartigen Kultur der Uiguren“ inzwischen für Uiguren in China gefährlich seien. Laut Thum gerieten Geisteswissenschaftler wie Rahilä Dawut besonders in den Fokus der repressiven Maßnahmen, indem die chinesische Regierung Wissenschaftlern offenbar als Illoyalität auszulegen begann, wenn sie Erscheinungsformen der uigurischen Kultur Aufwertung dadurch verschafften, dass sie sie der Erforschung für würdig erachteten. Laut Thum hatte die chinesische Regierung Aktivitäten, die sie zuvor bereits genehmigt hatte, auch über bis zu rund zehn Jahre rückwirkend für illegal erklärt und Menschen dafür nachträglich bestraft. Nachdem die Zerstörung religiöser Stätten wie die der mazar-Schreine in Xinjiang durch den chinesischen Staat ein extremes Ausmaß erreichte, erklärten Kritiker der chinesischen Politik in Xinjiang, die chinesischen Behörden würden nicht nur versuchen die Schreine zu zerstören, sondern darüber hinaus auch deren Geschichte. Der auf Uiguren spezialisierte Historiker Joshua Freeman wertete Dawuts Verschwinden als Widerlegung der offizielle Erklärungen der chinesischen Führung zu den Masseninternierungen. Er deutete ihr Verschwinden als deutlichen Beleg dafür, dass die Kampagne der chinesischen Regierung weder auf Dissidenten oder religiösen Extremismus abziele, sondern auf die Auslöschung der uigurischen Kultur und Identität in ihrer Gesamtheit. Das chinesische Vorgehen versuche die Uiguren als Volk und mit besonderer Intensität die Träger der uigurischen Kultur und Identität zu treffen. Als wichtiger Pfeiler dieser uigurischen Identität dienten die mazar-Schreine, die von Rahilä Dawut in ganz Xinjiang dokumentiert worden waren und einen Schwerpunkt ihrer Forschungstätigkeit bildeten.
So war beispielsweise Dawuts Forschung über den religiös und kulturell für die Uiguren bedeutenden Ordam-Mazar (Ordikhan padishayim) von der chinesischen Regierung mit akademischen Stipendien ursprünglich finanziert worden, doch weist die Auswertung von Satellitenaufnahmen darauf hin, dass der Ordam-Mazar im Dezember 2019, also im selben Monat, ab dem auch Rahilä Dawut aus der Öffentlichkeit verschwunden war, zerstört wurde. Mit dem Verschwinden von Rahilä Dawut als renommierteste Expertin für mazar-Schreine im Jahr 2017 konnten die Uiguren die Zerstörung der Schreine laut Rian Thum nicht nur nicht verhindern, sondern auch nicht dokumentieren. In diesem Zusammenhang zitierten internationale Leitmedien wie The Washington Post oder The Guardian und Wissenschaftler wie Rian Thum, Sean R. Roberts oder Joanne Smith Finley zur Frage, welche Auswirkung solch eine Zerstörung von heiligen Stätte auf die uigurische Gemeinschaft haben würde, eine Aussage Rahilä Dawuts aus dem Jahr 2012, also noch vor der Zerstörung der mazar-Schreine durch den chinesischen Staat und vor ihrem eigenen Verschwinden, mit der sie die Existenz der mazar-Schreine als wichtige Voraussetzung für eine uigurische Identität und für ihre Verbindung zum Land in Xinjiang beschrieben hatte:

“If one were to remove these material artifacts and shrines, the Uyghur people would lose contact with the earth. They would no longer have a personal, cultural, and spiritual history. After a few years we would not have a memory of why we live here, or where we belong.”

„Würde man diese materiellen Artefakte und Schreine entfernen, würde das uigurische Volk den Kontakt zur Erde verlieren. Sie [die Uiguren] hätten keine persönliche, kulturelle und spirituelle Geschichte mehr. Nach ein paar Jahren hätten wir keine Erinnerung mehr daran, warum wir hier leben oder wo wir hingehören.“

Viele Wissenschaftler betrachten als frühesten Anfangspunkt des staatlich-chinesischen Angriffs auf Intellektuelle der uigurischen Minderheit die 2014 erfolgte Inhaftierung von Ilham Tohti, einem prominenten uigurischen Wirtschaftswissenschaftler. Im Gegensatz zu Tohti, der zwar als moderater Vertreter der Uiguren bekannt war, die Diskriminierung von Uiguren in China aber offen kritisiert hatte, des Separatismus für schuldig erklärt worden und zu lebenslanger Gefängnisstrafe verurteilt worden war, hatte Rahilä Dawut politische oder kontroverse Themen gemieden. Bei der Verfolgung ihres Kernanliegens, die expressive Kultur der Uiguren zu studieren und zu erhalten, hatte sie sich bemüht, sich vorsichtig innerhalb des sich ständig ändernden, von der chinesischen Regierung zugelassenen Rahmen dieser in China politisch „sensiblen“ Forschung zu bewegen. Sie galt dabei nicht als offenkundig religiös.
Das Editorial der wissenschaftlichen Fachzeitschrift Nature Human Behaviour betonte 2023, die Forschungsthemen von Dawut seien zeitgemäß und hochbedeutsam gewesen, die globale Gemeinschaft verliere mit ihr eine ihrer wichtigsten Stimmen.
Eine Petition für die Freilassung von Rahilä Dawut erzielte bisher 47.000 Unterschriften (Stand: April 2022).
Das auf Herausgabe von Fachnewslettern spezialisierte digitale Verlagshaus Table Media urteilte im Oktober 2023, Rahilä Dawut stehe symbolisch für das Schicksal der Uiguren in Xinjiang. Zwar sei die Anzahl der kurzzeitig inhaftierten Uiguren im Internierungssystem zuletzt sehr stark gesunken, die Anzahl sehr langer Gefängnisstrafen jedoch gleichzeitig steil angestiegen. Während diese Entwicklung für die uigurische Lokalbevölkerung kaum Hoffnung auf Freilassung ihrer Angehörigen rechtfertige, müsse auch Dawut entsprechend davon ausgehen, für die Dauer ihres Lebens in Unfreiheit leben zu müssen.
Am 29. September 2023 veröffentlichte das US-Außenministerium eine Pressemitteilung, in der die USA die am 21. September von der Dui Hua Foundation berichtete lebenslange Freiheitsstrafe verurteilte, die von der Regierung der VR China gegen Rahilä Dawut verhängt worden sein soll. Das chinesische Außenministerium hatte dagegen am 22. September 2023 mitgeteilt, es verfüge über „keine Informationen“ über den Fall von Rahilä Dawut.

## Auszeichnungen nach ihrem Verschwinden
- Im Jahr 2020 zeichnete Scholars at Risk Rahilä Dawut ausdrücklich stellvertretend für 386 Opfer des chinesischen Vorgehens gegen Gelehrte und Akademiker in Xinjiang mit dem Courage to Think-Award aus und überreichte die Auszeichnung in ihrem Namen an ihre Tochter, Akida Pulat.[16][64][113]
- Am 8. Dezember 2020 wurde Rahilä Dawut zur ersten Ehrenprofessorin des Open Society University Network (OSUN) in den Geisteswissenschaften ernannt,[32][114] womit das OSUN nach eigener Aussage zur sich nahenden dritten Jährung ihres Verschwindens seine Unterstützung für die internationale Bewegung für ihre Freilassung unterstützen wollte.[114]
- Dawut gehört zu den Schriftstellern, die der English PEN in Solidarität mit inhaftierten und gefährdeten Schriftstellern auf der ganzen Welt in seiner internationalen Briefkampagne „PEN Writes“ aufführt.[115] Der britische Autor Michael Rosen, der als Gewinner des PEN Pinter Prize für das Jahr 2023 diesen Preis in Zusammenarbeit mit dem „Writers at Risk“-Programm des English PEN mit einem „mutigen Schriftsteller“ („PEN writer of courage“) teilen konnte, der aus der kurzen Liste internationaler Schriftsteller auszuwählen war, die sich aktiv für die Meinungsfreiheit eingesetzt haben und dabei oftmals ihre eigene Sicherheit riskierten, entschied sich für Rahilä Dawut.[116][117] Rachel Harris nahm Dawuts Auszeichnung als „Writer Of Courage 2023“ des English PEN im Namen der inhaftierten Dawut an.[115]

## Werke (Auswahl)

### Bücher
- داۋۇت سايىم Dawut Sayim, راھىلە داۋۇت Rahilä Dawut: دۇنيا مىللەتلىرى Dunya millätliri 世界民族之林 Shijie minzu zhi lin [Peoples of the World]. Shinjang Yashlar-Vösmürlär Näshriyati 新疆青少年出版社, Ürümqi 1996, ISBN 7-5371-2328-4 (uigurisch, 675 S.). [Geschrieben in arabisch-uigurischer Schrift]. Neubearbeitung: داۋۇت سايىم Dawut Sayim, راھىلە داۋۇت Rahilä Dawut, ئابلەت نۇردۇن Ablät Nurdun: دۇنيادىكى مىللەتلەر ۋە ئۇلارنىڭ ئۆرپ-ئادەتلىرى Dunyadiki millätlär vä ʾularniñ ʾörp-ʾadätliri. شىنجاڭ خەلق باش نەشرىياتى Šinǧañ ḫälq baš näšriyati, Ürümqi 2015, ISBN 978-7-228-18193-3 (uigurisch, 751 S.). [Geschrieben in arabisch-uigurischer Schrift].

Dieses anthropologische Werk wurde 1996 von Rahilä Dawut und ihrem Vater, dem Historiker Dawut Sayim, in Ko-Autorenschaft zusammengestellt. 2015 erschien eine erheblich überarbeitete Ausgabe unter neuem Titel und mit Ablät Nurdun als drittem Autor.
- 热依拉·达吾提 Reyila Dawuti: 维吾尔族麻扎文化研究 Weiwuerzu maza wenhua yanjiu [Research on Uyghur Mazar Culture] (= 博士文库 Boshi wenku). 新疆大学出版社 Xinjiang Daxue Chubanshe [Xinjiang University Press], Ürümqi 2001, ISBN 978-7-5631-1367-5 (chinesisch, 4+2+9+179 S.).

Das Werk behandelt die Kultur der uigurischen mazar-Schreine, das Thema der 1998 abgeschlossenen Doktorarbeit von Rahilä Dawut.
- راھىلە داۋۇت Rahilä Dawut: ئۇيغۇر مازارلىرى Uyghur mazarliri [Uyghur shrines]. شىنجاڭ خەلق نەشىرىياتى Shinjang Khälq Näshriyäti [Xinjiang People’s Press], Ürümqi 2001, ISBN 7-228-06259-0 (uigurisch, S. 1–264). [Geschrieben in arabisch-uigurischer Schrift].

Diese monumentale Studie über die religiöse Geographie der Uiguren kartographiert hunderte von mazar-Schreinen und untersucht neben diesem Netzwerk von Pilgerstätten auch die Überzeugungen der Menschen über die Geschichte (tazkira) der Heiligen, Könige oder Märtyrer, denen der jeweilige Schrein gewidmet ist, sowie die von den Pilgern dort vollzogenen Rituale. Da China vielen Uiguren keine Reise nach Mekka gestattete, indem die Pässe beschränkt und eine strikte Quote durchgesetzt wurde, konnten sie das Buch nutzen, um durch den Besuch einer Reihe der darin beschriebenen mazar-Schreine ein dem Hāddsch ähnliches Lebensziel zu erreichen, ohne jemals China verlassen zu haben. Daher war das Buch als Pilgerführer im ländlichen Süden Xinjiangs unter uigurischen Gläubigen sehr gefragt, doch soll seine Verfügbarkeit bereits 2016 zurückgegangen sein.
- Reyila Dawuti: Weiwuerzu maza chaobai yanjiu [Research on Mazar Worship among the Uyghur]. Xinjiang University Press, 2002 (chinesisch).

Eine Studie zur Religion in Xinjiang.
- Rahilä Dawut, Yasin Muhpul: Uyġur mäšräp mädäniyiti. Band 1–4. Šinjang güzäl sänʾät - foto sürät näšriyati, Ürümči 2011, ISBN 978-7-5469-1372-8 (uigurisch, 4+119 S. (Band 1), 4+131 S. (Band 2), 4+119 S. (Band 3), 4+119 S. (Band 4)). [Geschrieben in arabisch-uigurischer Schrift].

Im Jahr 2010 erfolgte die Aufnahme einer entpolitisierten Form des uigurischen mäšräp Xinjiangs in die UNESCO-Liste des dringend erhaltungsbedürftigen immateriellen Kulturerbes, nachdem das Kulturministerium der VR China den Vorschlag zur Aufnahme des uigurischen mäšräp am 8. März 2009 eingereicht hatte. Um der staatlichen Vorlage bei der UNESCO den Weg zu ebnen, waren zuvor Initiativen zur Archivierung und Publikation gestartet worden. In diesen Prozess wurden auch uigurische Akademiker mit der Publikation von Feldforschungsberichten über mäšräp einbezogen, darunter in uigurischer Sprache das 2011 veröffentlichte vierbändige Werk von Rahilä Dawut und Yasin Muhpul. Auf der Grundlage dieses gesammelten Wissens wurde die Hauptpublikation für die Initiative geplant.
- راھىلە داۋۇت Rahilä Dawut, ھېلىمىگۈل ئابلىز Helimigül Abliz (pilanliġuči: ئەركىن ئەمەت Ärkin Ämät): ئۇيغۇر مەشرەپلىرى ھەققىدە ئومۇمىي بايان Uyġur mäšräpliri häqqidä omumiy bayan 维吾尔麦西来甫综述 Wei wu er mai xi lai fu zong shu [Uyghur Meshrep ...] شىنجاڭ خەلق باش نەشرىياتى Šinjang xälq baš näšriyati / قەشقەر ئۇيغۇر نەشرىياتى Qäšqär uyġur näšriyati 喀什维吾尔文出版社 Kashi Weiwu'er wen chu ban she [Kashgar Uyghur Publishing House], Ürümqi / Kaschgar 2015, ISBN 978-7-5373-3899-8 (uigurisch, 3 + 2 + 299 S., Geschrieben in arabisch-uigurischer Schrift).
- Jun Sugawara, Rahile Dawut (Hrsg.): Mazar: Studies on Islamic Sacred Sites in Central Eurasia. Tokyo University of Foreign Studies Press, Fuchu, Tokio 2016, ISBN 978-4-904575-51-2 (englisch, arabisch, S. i–xii, 1–344).

Im Gegensatz zu ihren sonst vorwiegend in uigurischer oder chinesischer Sprache geschriebenen Publikationen schrieb Rahilä Dawut in diesem zusammen mit Jun Sugawara herausgegebenen Werk über die mazar genannten Sufi-Schreine auf Englisch. Einige Jahre vor der Publikation hatten Rahilä Dawut und Arslan Abdulla (Universität Xinjiang) mit Jun Sugawara (Fremdsprachen-Universität Tokyo) die von der Toyota Foundation und dem Center for Anthropology and Folklore der Universität Xinjiang unterstützte internationale Konferenz International Workshop on Mazar Cultures of the Silk Road (Universität Xinjiang, Ürümqi, vom 26. bis 29. August 2008) organisiert.

### Wissenschaftliche Beiträge in Sammelbänden
- Rahilä Dawut: Shrine Pilgrimage and Sustainable Tourism among the Uyghurs: Central Asian Ritual Traditions in the Context of China’s Development Policies. In: Ildikó Bellér-Hann, M. Cristina Cesàro, Rachel Harris, Joanne Smith Finley (Hrsg.): Situating the Uyghurs Between China and Central Asia (= Anthropology and cultural history in Asia and the Indo-Pacific). Ashgate, Aldershot u. a. 2007, ISBN 978-0-7546-7041-4, S. 149–163 (englisch).

Das wichtigste Ziel des Sammelbandes besteht darin, sich von dem in der China-zentrierten Wissenschaft etablierten binären Fokus auf ethnische Han-Chinesen und Uiguren zu lösen und „die Rolle der zentralasiatischen Kultur (oder sogar anderer Kulturen) bei der Gestaltung der uigurischen Identität zu berücksichtigen“ (Seite 6). Die innovativsten Artikel des Bandes befassen sich mit der engen Verbindung der Uiguren mit der turkisch-muslimischen Welt Zentralasiens. Rahilä Dawut beschreibt in ihrem Kapitel die Probleme und Schwierigkeiten, die sich daraus ergeben, dass sich muslimische Pilgerstätten zu touristischen Attraktionen für nicht-muslimische (hauptsächlich chinesische) Touristen entwickelten, während Einheimische oftmals effektiv von den von ihnen verehrten Stätten ausgeschlossen wurden.
- Living Shrines of Uyghur China: Photographs by Lisa Ross. Essays by Beth Citron, Rahilä Dawut, and Alexandre Papas. Monacelli Press, New York 2013, ISBN 978-1-58093-350-6 (englisch, 1–128 S.).

Dieses Buch, das unter anderem einen Essay von Rahilä Dawut enthält, sammelt die Ergebnisse einer im Jahr 2013 im New Yorker Rubin Museum of Art präsentierten Ausstellung mit Fotografien von Lisa Ross, die die Vielfalt und abstrakte Ästhetik der uigurischen Schreine hervorhebt. Dawut bezeichnet die mazar, die sie als eine Art kulturelles Nervensystem beschreibt, in diesem Buch als „lebende Schreine“.
- Rahilä Dawut: Mazar pilgrimage amongst Uyghur women in Xinjiang. In: Yasushi Shinmen (Hrsg.): Muslim saints and mausoleums in Central Asia and Xinjiang (= Monde Caucasien et Tatar - Asie Centrale et Haute Asie. Band 3). Libr. d'Amérique et d'Orient, Maisonneuve, Paris 2013, ISBN 978-2-7200-1187-0, S. 175–188 (International Conference on Mazars in Ferghana and Xinjiang, Tokyo (Japan), 2005).

Dieser Sammelband basiert auf der von Minoru Sawada, Yasushu Shinmen, Jun Sugawara und Yayoi Kawahara organisierten und vom 26. bis 27. November 2005 in Tokio abgehaltenen International Conference on Mazars in Ferghana and Xinjiang. Rahilä Dawut untersucht darin Gender-bezogene und rituelle Handlungen an den bedeutendsten mazar-Schreinen Xinjiangs und kommt zum Schluss, dass die Schreine eine wichtige Rolle im alltäglichen religiösen Leben uigurischer Frauen spielen.
- Rahile Dawut, Elise Anderson: Chapter 24: Dastan Performance among the Uyghurs. In: Theodore Levin, Saida Daukeyeva, Elmira Köchümkulova (Hrsg.): The Music of Central Asia. Indiana University Press, Bloomington & Indianapolis 2016, ISBN 978-0-253-01751-2, S. 406–420.

Auf der Internetseite zum Buchkapitel (Audio & Video Tracks: CHAPTER 24: Dastan Performance among the Uyghurs. Abgerufen am 17. Juni 2021.) können Videos und Audioaufnahmen abgespielt werden, die Rahilä Dawut und ihr Team bei zeitgenössischen Schrein-Festivals im südlichen Xinjiang aufgenommen haben. Es sind Beispiele für die oftmals hochmusikalischen, mündlich aufgeführten Texte über das Leben der Sufi-Heiligen, die sich die Pilger an den Schreinen in Lesungen anhören oder die seie in Form von tazkira -Manuskript-Kopien erwerben.
- Rahile Dawut: [Chapter 11] Ordam Mazar: A Meeting Place for Different Practices and Belief Systems in Culturally Diverse Xinjiang. In: Ildikó Bellér-Hann, Birgit Nilsson Schlyter, Jun Sugawara (Hrsg.): Kashgar Revisited: Uyghur Studies in Memory of Ambassador Gunnar Jarring (= Brill's Inner Asian library. Band 34). Brill, Leiden & Boston 2017, ISBN 978-90-04-32297-4, S. 232–255 (Erstmals veröffentlicht: November 2016; Copyright: 2017).

Rahilä Dawuts Kapitel des Sammelbandes ist eine ethnographische Studie mit Fokus auf den berühmten und wichtigen Pilgerort Ordam Mazar im Regierungsbezirk Kaschgar, beschreibt das jährlich am Schrein gefeierte Fest, diskutiert die damit verbundenen komplexen religiösen Überzeugungen und Praktiken und zeigt die sich in diesen Riten an der Pilgerstätte vereinenden Spuren oder Einflüsse von Schamanismus, Magie, Buddhismus, Zoroastrismus und schiitischem Islam auf. Noch im Jahr des Copyrights des Bandes wurde der Ordam-Mazar Auswertungen von Satellitenaufnahmen zufolge zerstört und Rahilä Dawut „verschwand“ zeitgleich aus der Öffentlichkeit.
- Rachel Harris, Rahile Dawut: [Chapter 5] Listening In on Uyghur Wedding Videos: Piety, Tradition, and Self-Fashioning. In: Rachel Harris, Guangtian Ha, Maria Jaschok (Hrsg.): Ethnographies of Islam in China. University of Hawaii Press, Honolulu 2020, ISBN 978-0-8248-8643-1, S. 111–130, doi:10.1515/9780824886431-006 (i– vii, 1–320, Copyright: 2021).

Die Herausgeber erklären in der Einleitung dieses ethnographischen Sammelbandes, dass es in Xinjiang ansässigen Wissenschaftlern von ihren Universitäten nicht genehmigt worden sei an der Konferenz teilzunehmen, aus der der Band hervorgegangen ist, während sich im Ausland lebende uigurische Mitwirkende aus Sorge um die Sicherheit ihrer in Xinjiang zurückgebliebenen Familien aus dem Projekt zurückgezogen hätten. Rahilä Dawut war somit die einzige uigurische Ko-Autorin des Bandes, „verschwand“ dann aber noch vor dessen Drucklegung und Veröffentlichung.

### Wissenschaftliche Artikel
- Rahile Davut (Alimcan İnayet): “Batıdan Gelen Yuğurlar (Sarı Uygurlar)” Destanı Üzerine I. In: Türk Dünyası Dil ve Edebiyatı Dergisi. Frühling 1998, Nr. 5, 1998, ISSN 1301-0077, S. 455–465 (türkisch, Türk Dünyası Dil ve Edebiyatı Dergisi, 1998, Nr. 5). (“Batıdan Gelen Yuğurlar (Sarı Uygurlar)” Destanı Üzerine I. (türkisch, gov.tr [PDF]).)
- Rahile Davut, Komuna Canbuz (Alimcan İnayet): Yuğur (Sarı Uygurlar)lar Üzerine Notlar. In: Türk Dünyası Dil ve Edebiyatı Dergisi. Frühling 1998, Nr. 5, 1998, ISSN 1301-0077, S. 466–478 (türkisch, Türk Dünyası Dil ve Edebiyatı Dergisi, 1998, Nr. 5). (Yuğur (Sarı Uygurlar)lar Üzerine Notlar. (türkisch, gov.tr [PDF]).)
- Reyila Dawuti 热依拉•达吾提: 裕固族史诗《尧熬尔来自西至哈至》研究. In: 新疆大学学报(哲学社会科学版) [Journal of Xinjiang University (Philosophy, Humanities & Social Sciences)]. Nr. 2, 2000, ISSN 1000-2820, S. 59–62 (chinesisch).
- Reyila Dawuti 热依拉•达吾提: 维吾尔族麻扎朝拜与伊斯兰教. In: 世界宗教研究 [Studies in World Religions]. Nr. 2, 2002, ISSN 1000-4289, S. 38–48 (chinesisch).
- Rachel Harris, Rahilä Dawut: Mazar Festivals of the Uyghurs: Music, Islam and the Chinese State. In: British Journal of Ethnomusicology. Band 11, 1 (Red Ritual: Ritual Music and Communism), 2002, S. 101–118, doi:10.1080/09681220208567330, JSTOR:4149887 (englisch).
- Reyila Dawuti 热依拉•达吾提: 沉痛悼念我的恩师钟敬文先生. In: 西北民族研究 [Northwestern Journal of Ethnology]. Nr. 2, 2002, ISSN 1001-5558, S. 42–45 (chinesisch).
- Reyila Dawuti 热依拉•达吾提, Aygul Mamat (阿依古丽•买买提): 维吾尔族民间麦西来甫的社会功能 [Social Function of Mashrap]. In: 新疆艺术学院学报 [Journal of Xinjiang University of the Arts]. Nr. 3, 2003, ISSN 1672-4577, S. 12–15 (chinesisch).
- Rahile Davut, Alimcan İnayet: Uygurların Mezar Kültürü Üzerinde Bir Araştırma [A Study on the Cemetery Tradition Among Uighur Turks]. In: Millî Folklor. Nr. 60, 2003, ISSN 1300-3984, S. 207–210 (türkisch, Millî Folklor, Nr. 60). Uygurların Mezar Kültürü Üzerinde Bir Araştırma. (türkisch, millifolklor.com [PDF]).
- Reyila Dawuti 热依拉•达吾提: [...] Cong maza chaobai kan weiwuerzu funui de shengyuguan 麻扎与维吾尔族妇女——从麻扎朝拜谈维吾尔族妇女的生育观 [Mazars and the Uyghur Women: Studies on Their Ideas on Birth through Mazar Worship]. In: Xibei minzu yanjiu 西北民族研究 [Northwestern Journal of Ethnology]. Nr. 1, 2004, ISSN 1001-5558, S. 181–189 (chinesisch).
- Reyila Dawuti 热依拉•达吾提, Aygul Mamat (阿依古丽•买买提): 维吾尔族木卡姆麦西来甫与学校教育 [Maxrap of Uygurs and School Education]. In: 新疆艺术学院学报 [Journal of Xinjiang University of the Arts]. Nr. 2, 2004, ISSN 1672-4577, S. 71–75 (chinesisch).
- Rahilä Dawut: Shrine Pilgrimage among the Uighurs (= The Silk Road. Band 6, Nr. 2). 2009, ISSN 2152-7237, S. 56–67 (englisch, american.edu [PDF]).
- Rahilä Dawut: Medeniyetning Sadasi Bizning Burchimiz [Echoes of culture, our responsibility]. In: شىنجىاڭ مەدەنىيىتى Šinjiang mädiniyiti = Xinjiang-wenhua = Xinjiang culture (Xinjiang civilization). Nr. 3, 2010, ISSN 1008-6498 (uigurisch, Geschrieben in arabisch-uigurischer Schrift).
- Reyila Dawuti 热依拉•达吾提: Weiwu’erzu mazha de gongneng zhici jigi gaibia yanjiu 维吾尔族麻扎的功能职司及其演变研究 [Studies on the Function and Evolution of Uighur Mazar]. In: Xibei Minzu Daxue Xuebao – Zhe xue she hui ke xue ban 西北民族大学学报 哲学社会科学版 [Journal of Northwest University For Nationalities – Philosophy and Social Science]. Nr. 02, 2011, ISSN 1001-5140, S. 11–19 (chinesisch).
- Rahilä Dawut, Sanjyot Mehendale, Alexandre Papas: Desert Mazâr: Sacred Sites in Western China: Desert Mazâr in Context. In: Cross-Currents: East Asian History and Culture Review (e-Journal). Nr. 03, Juni 2012, ISSN 2158-9674 (englisch, E-Journal No. 3 [abgerufen am 13. Juni 2021])., PDF-Version: Desert Mazâr in Context. S. [1–10] (berkeley.edu [PDF; abgerufen am 13. Juni 2021]).
- Dong-dong Ni 倪冬冬, Rahile Dawut 热依拉 达吾提: 维吾尔族达斯坦元数据规范化研究 [Research on the Standardization of Uighur Dastan Metadata]. In: Shan xi dang an 山西档案 [Shanxi Archives]. Nr. 04, 2015, ISSN 1005-9652, S. 108–111 (chinesisch).
- Rahile Dawut, Aynur Kadir: Music of the Ordam Shrine Festival. In: soundislamchina.org (Sounding Islam in China). 26. Juli 2016, abgerufen am 13. Juni 2021 (englisch).

Auf der Internetseite zum Artikel können Audioaufnahmen abgespielt werden, die Rahilä Dawut und ihr Team bei zeitgenössischen Schrein-Festivals im südlichen Xinjiang aufgenommen haben.
- Sawut Pawan, Rahile Dawut, Saadet Kurban: Uyghur Meshrep Culture and Its Social Function. In: Fourth World Journal. Band 15, 2 (Winter 2017), 2017, ISSN 1090-5251, S. 81–90 (englisch).